# Дитрик (Ајдахо)
Дитрик (енгл. Dietrich) град је у америчкој савезној држави Ајдахо.

## Демографија
По попису из 2010. године број становника је 332, што је 182 (121,3%) становника више него 2000. године.
| Група             | 2000.       | 2010.       |
| Белци             | 138 (92,0%) | 284 (85,5%) |
| Афроамериканци    | 1 (0,7%)    | 11 (3,3%)   |
| Азијати           | 0 (0,0%)    | 0 (0,0%)    |
| Хиспаноамериканци | 1 (0,7%)    | 34 (10,2%)  |
| Укупно            | 150         | 332         |